# Araneus scutellatus
Araneus scutellatus är en spindelart som beskrevs av Schenkel 1963. Araneus scutellatus ingår i släktet Araneus och familjen hjulspindlar. Inga underarter finns listade i Catalogue of Life.